# Aleksandr Riazantsev (joueur d'échecs)
Pour les articles homonymes, voir Aleksandr Riazantsev et Riazantsev.
Aleksandr Vladimirovitch Riazantsev (en russe : Александр Владимирович Рязанцев) est un joueur d'échecs russe né le 12 septembre 1985 à Moscou, Grand maître international depuis 2001 (à seize ans), il a remporté le championnat de Moscou en 2006 et le championnat de Russie en 2016.
Son classement Elo le plus élevé est de 2 720 points Elo, atteint en juillet 2012.
Au 1er novembre 2012, il est le no 33 mondial, avec un Elo de 2 705.

## Carrière
Né à Moscou, Riazantsev apprit les échecs à six ans. Il eut comme entraîneur Mark Dvoretski. Il remporta le championnat du monde d'échecs de la jeunesse dans la catégorie des moins de douze ans en 1997 (à Cannes) et le championnat d'Europe d'échecs de la jeunesse dans la catégorie des moins de 14 ans en 1998 (à Mureck).
En 2000, Riazantsev remporta le tournoi d'Alouchta. Il obtint le titre de maître international en 1999 et celui de grand maître international en 2001.
En 2006, Aleksandr Riazantsev gagna de championnat d'échecs de Moscou.
En 2010, il remporta l'open du Festival d'échecs de Bienne au départage (avec 8 points sur 11).
Depuis 2011, il est entraîneur de l'équipe nationale d'échecs. Il a également été secondant de Aleksandr Grichtchouk.
Lors de la Coupe du monde d'échecs 2011, Riazantsev fut éliminé au deuxième tour par Ian Nepomniachtchi. Lors de la Coupe du monde d'échecs 2013, il fut éliminé au premier tour par Rubén Felgaer après départages en blitz.
Il remporte le championnat de Russie d'échecs en 2016 (avec 7 points sur 11, 3 victoires et huit parties nulles) devant Grichtchouk, Svidler, Tomachevski, Fedosseïev, Vitiougov et Iakovenko. Il finit 5e-7e ex æquo du championnat russe en 2017.
En 2017, il finit à la 4e-10e place ex æquo du Grand Prix FIDE de Genève (sixième au départage).